# Città della Lettonia
In Lettonia vengono annoverate 10 città di grandi dimensioni (in lingua lettone: Lielpilsētas), chiamate formalmente città repubblicane (in lettone Valstspilsētas) e 71 città minori (in lettone Pilsētas), formalmente città regionali (in lettone  Novada pilsētas).
Secondo la legislazione lettone, si possono fregiare del titolo di città quegli insediamenti che siano il centro di cultura e di attività manifatturiera con ben sviluppate infrastrutture sociali e di pubblica utilità e che non abbiano una popolazione inferiore ai 2 000 abitanti. In casi particolari, se gli insediamenti rispettano pienamente i criteri precedenti, possono fregiarsi del titolo di città centri abitati con meno di 2 000 abitanti.
Per fregiarsi invece del titolo di città repubblicane, l'insediamento deve possedere delle efficienti industrie, trasporti, servizi pubblici e sovrastrutture o possedere delle sviluppate strutture per l'assistenza sociale ed avere non meno di 50 000 abitanti. Anche in questo caso, se la città rispetta pienamente i criteri precedenti, può fregiarsi del titolo di città anche se con una popolazione risedente inferiore ai 50 000 abitanti.

## Lerepublikas pilsētas
| Republikas pilsētas | Titolo di città | Popolazione (2024) | Regione         |
| ------------------- | --------------- | ------------------ | --------------- |
| Daugavpils          | 1582            | 77799              | Latgale/Selonia |
| Jelgava             | 1573            | 54701              | Zemgale         |
| Jūrmala             | 1959            | 52154              | Vidzeme         |
| Jēkabpils           | 1670            | 21150              | Selonia/Latgale |
| Liepāja             | 1625            | 66680              | Kurzeme         |
| Ogre                | 1928            | 22767              | Vidzeme         |
| Rēzekne             | 1773            | 26131              | Latgale         |
| Riga                | 1225            | 605273             | Vidzeme         |
| Valmiera            | 1323            | 22376              | Vidzeme         |
| Ventspils           | 1378            | 32634              | Kurzeme         |

## Tutte le 81 città

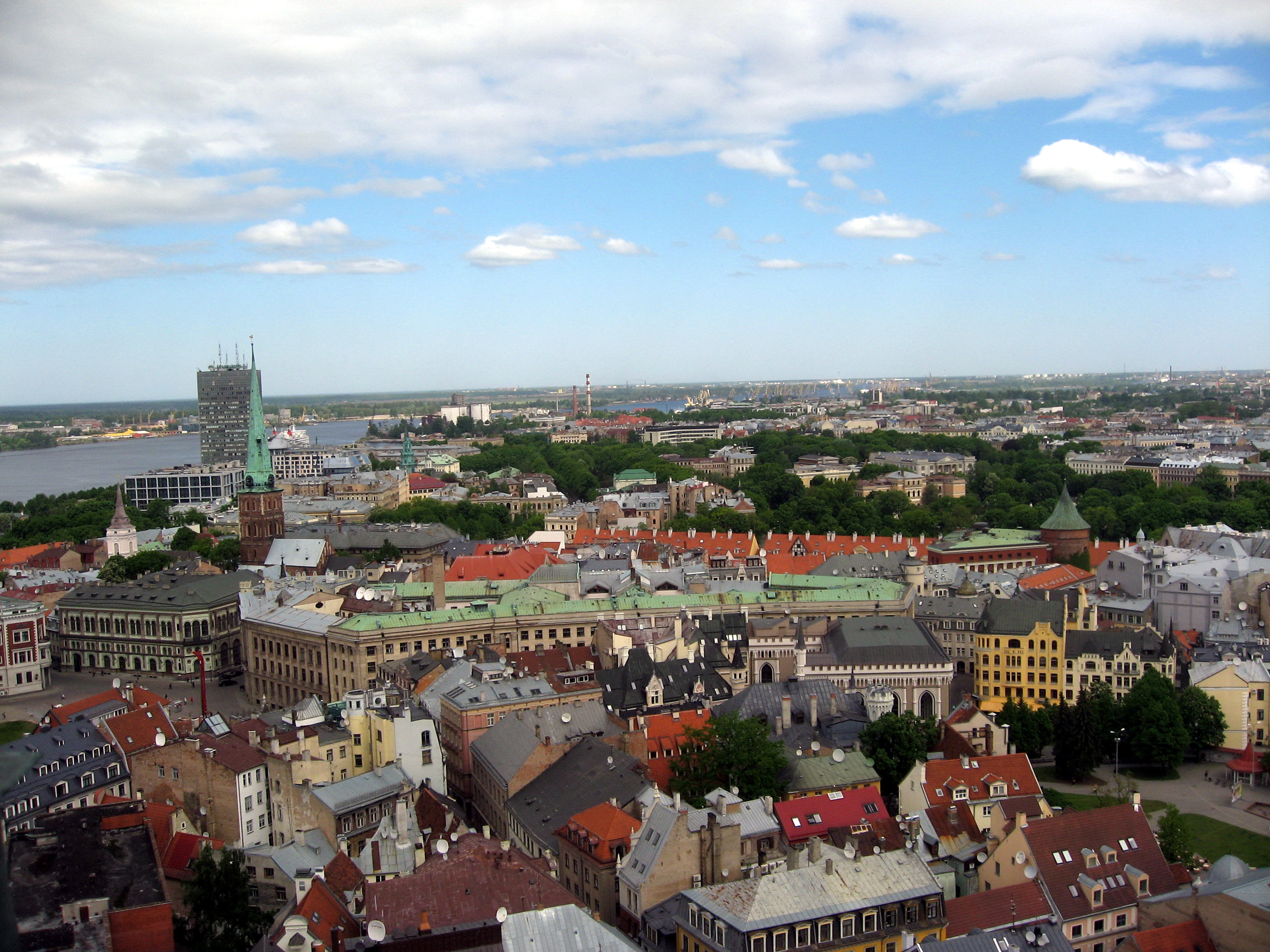
Riga
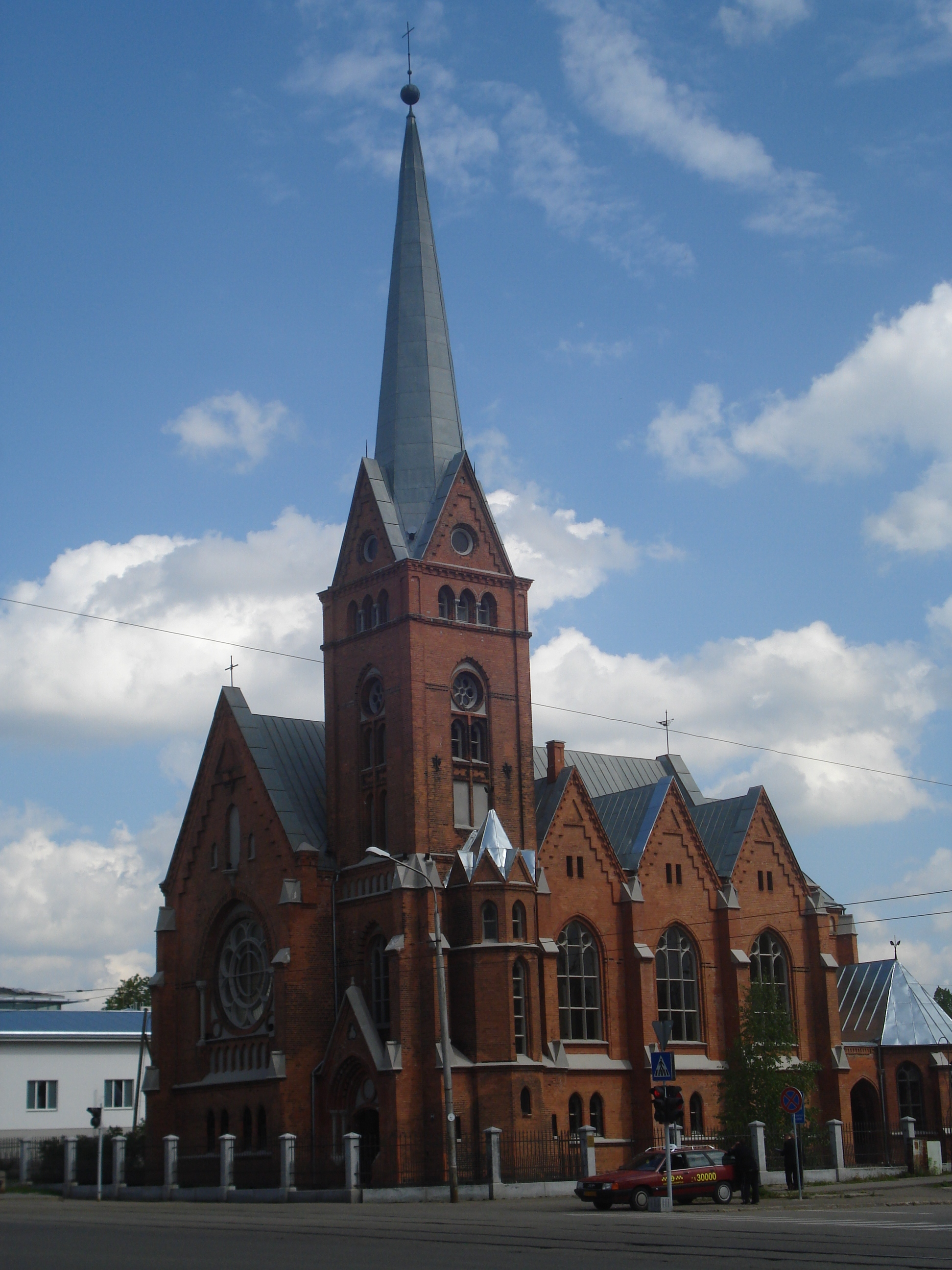
Daugavpils
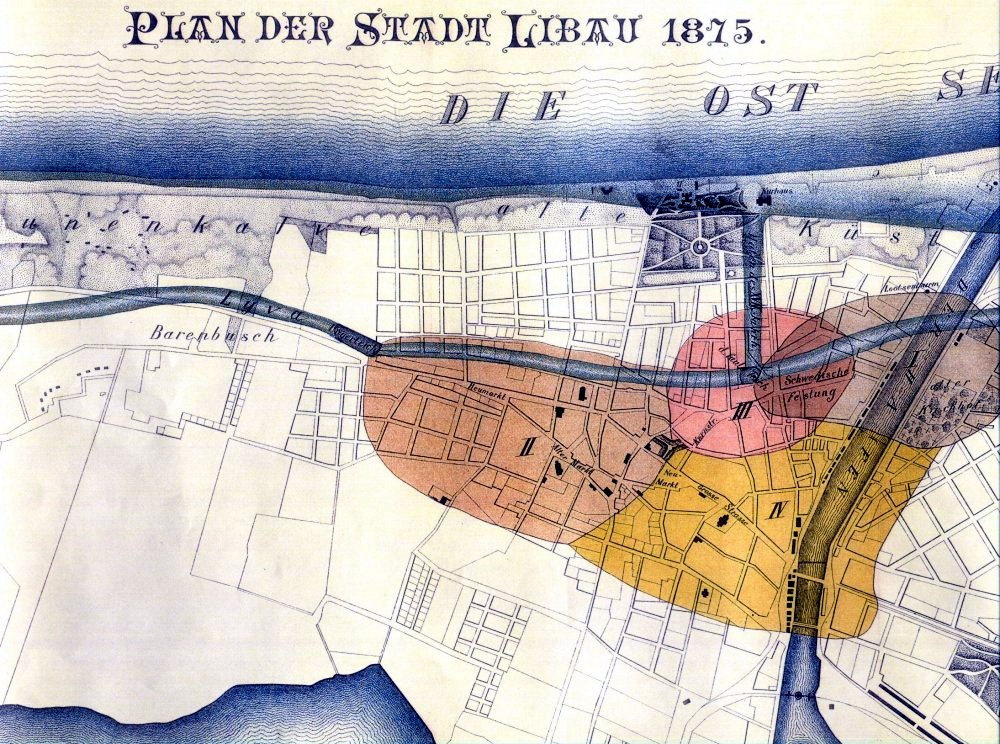
Liepāja
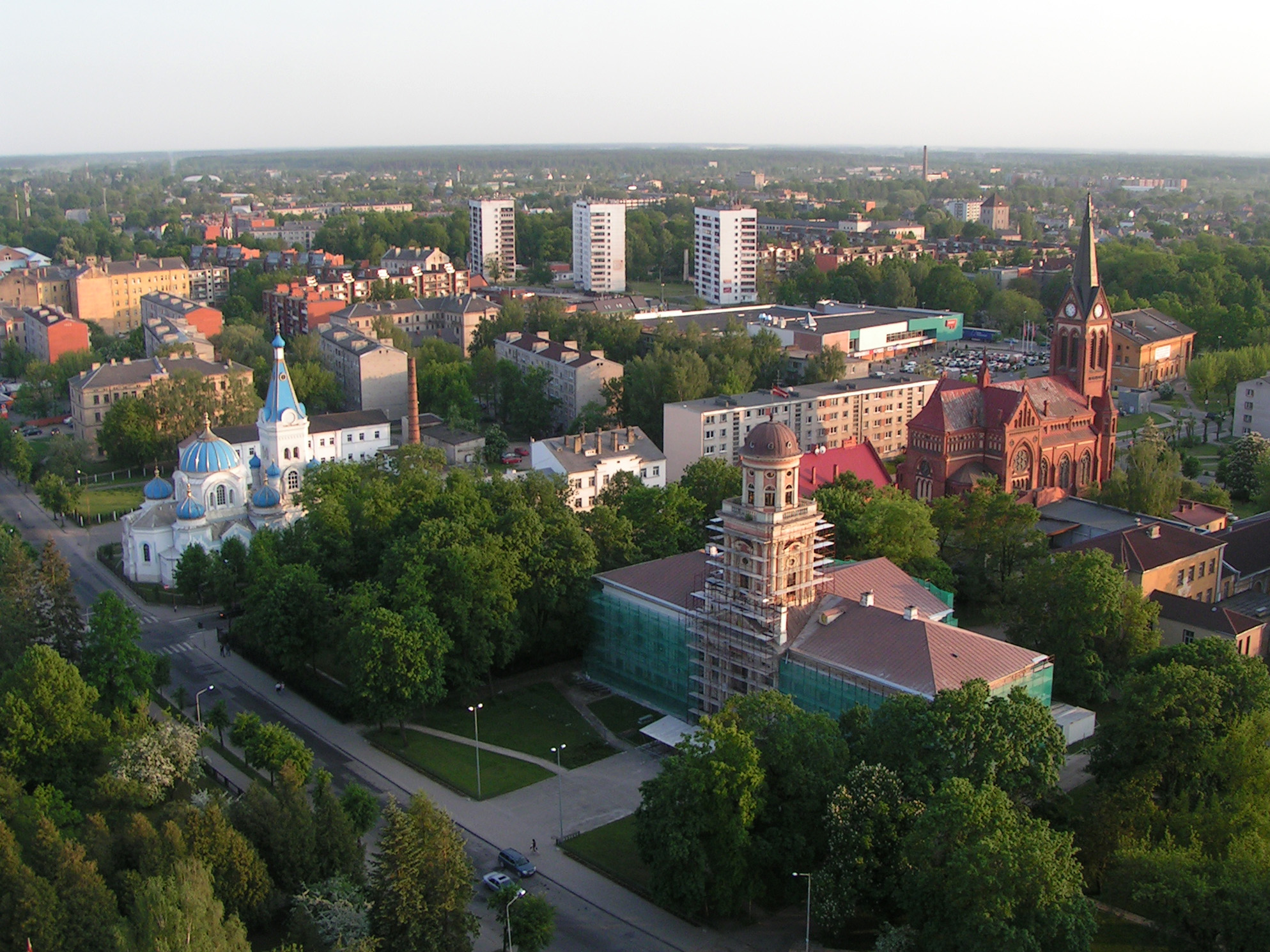
Jelgava
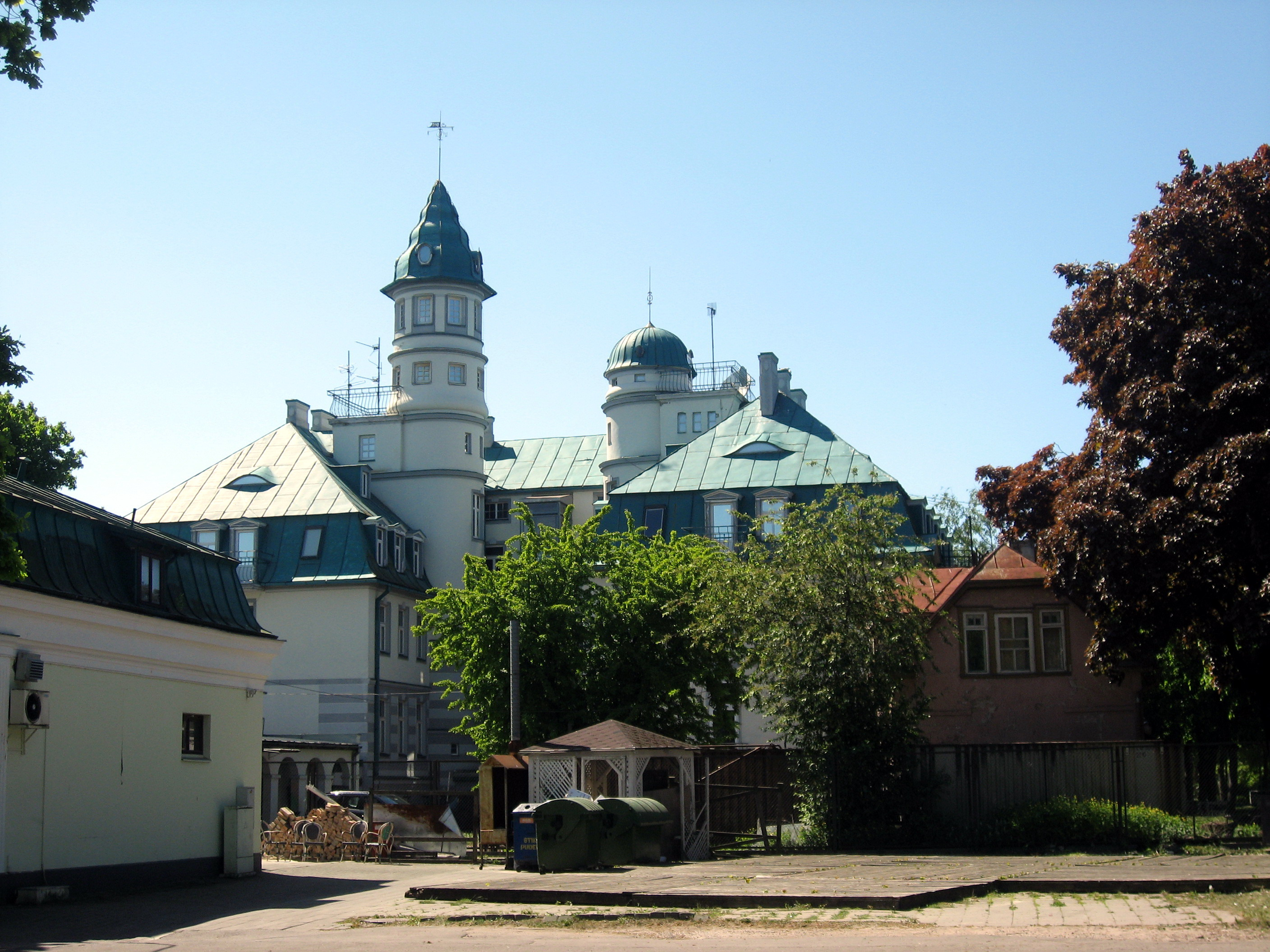
Jūrmala
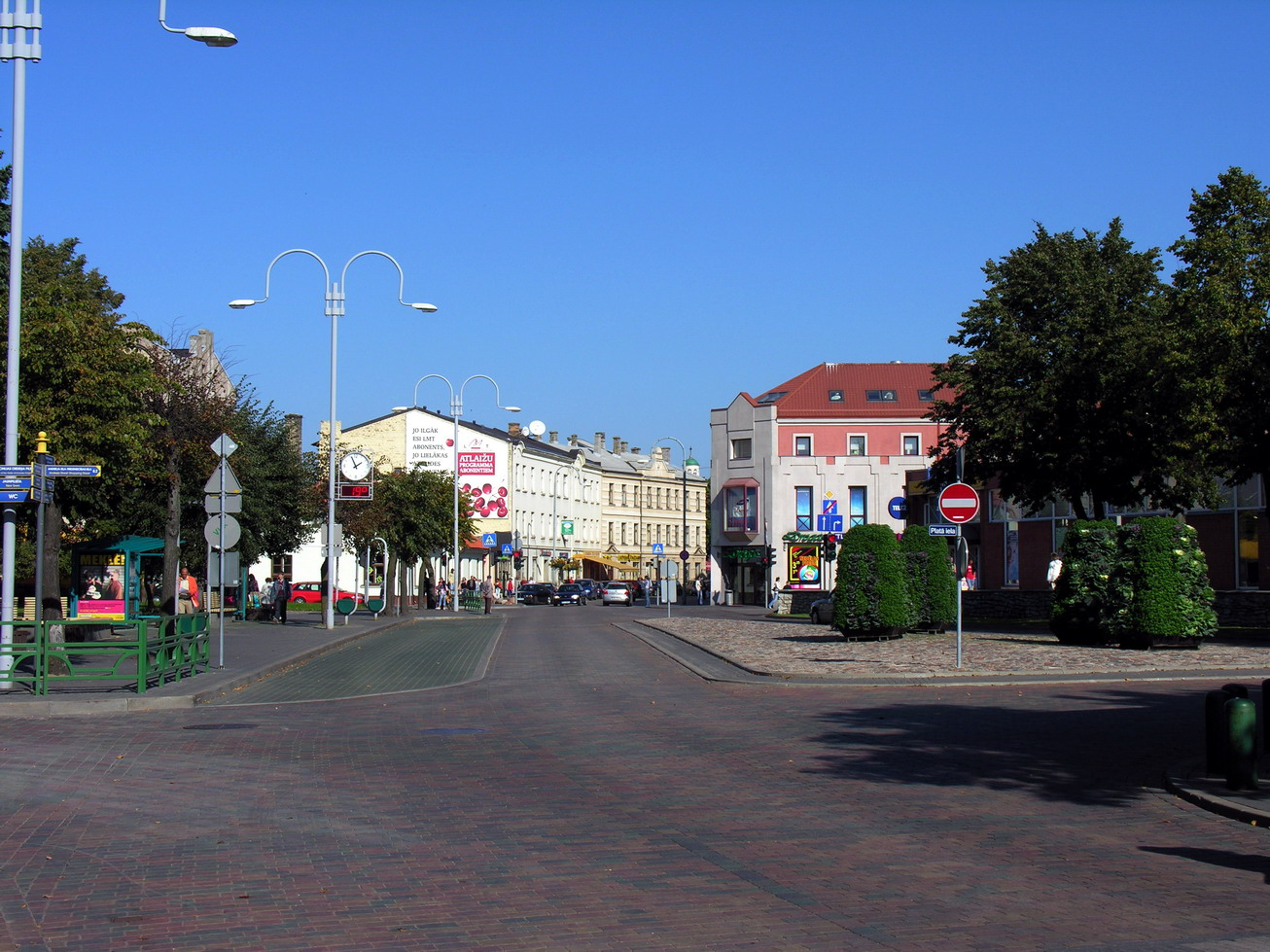
Ventspils
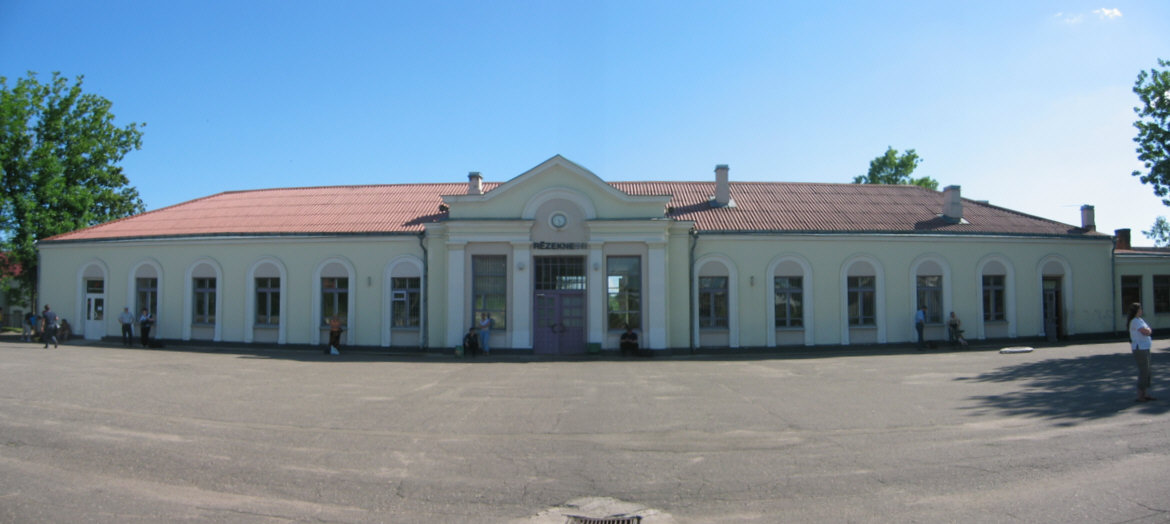
Rēzekne
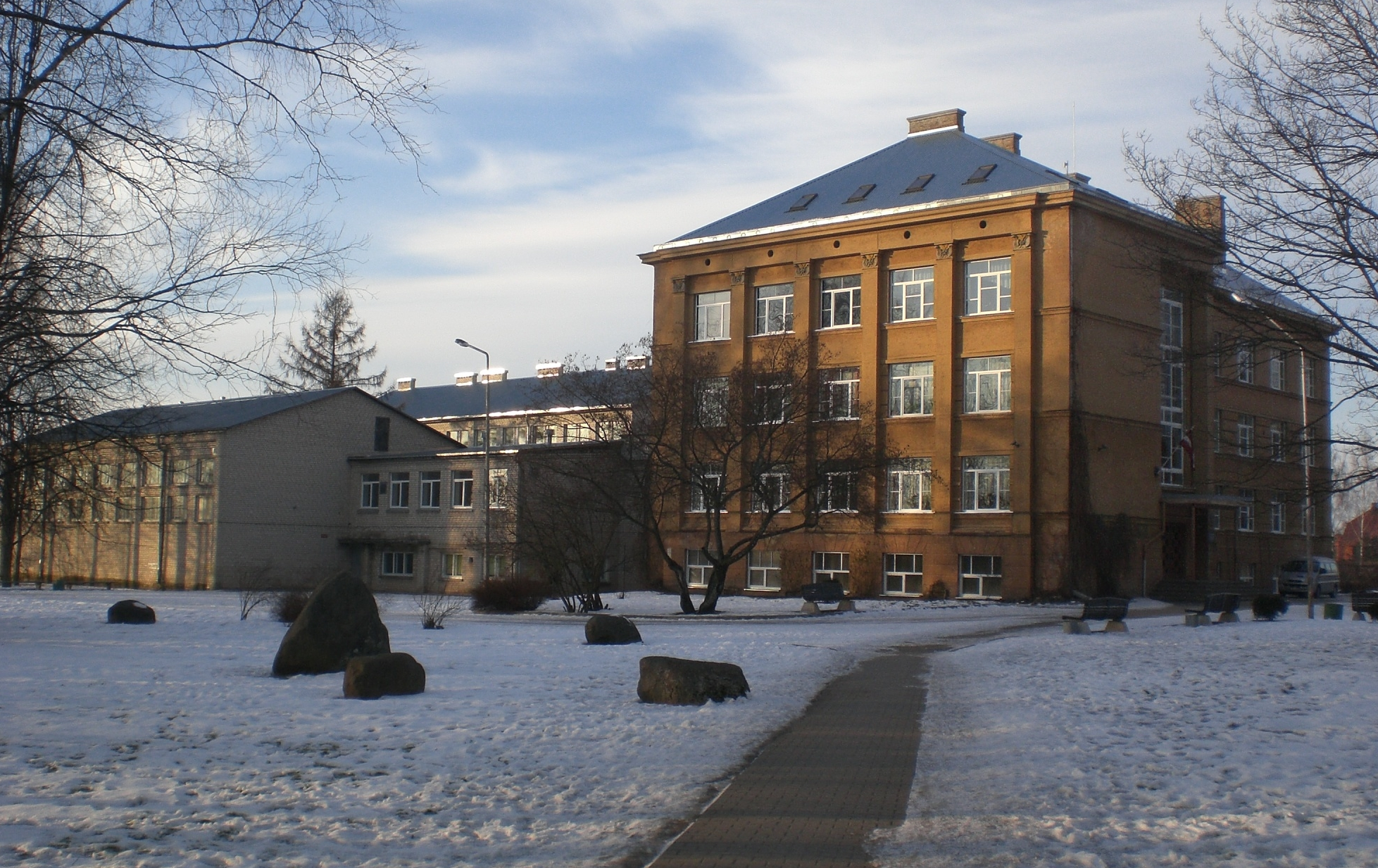
Valmiera
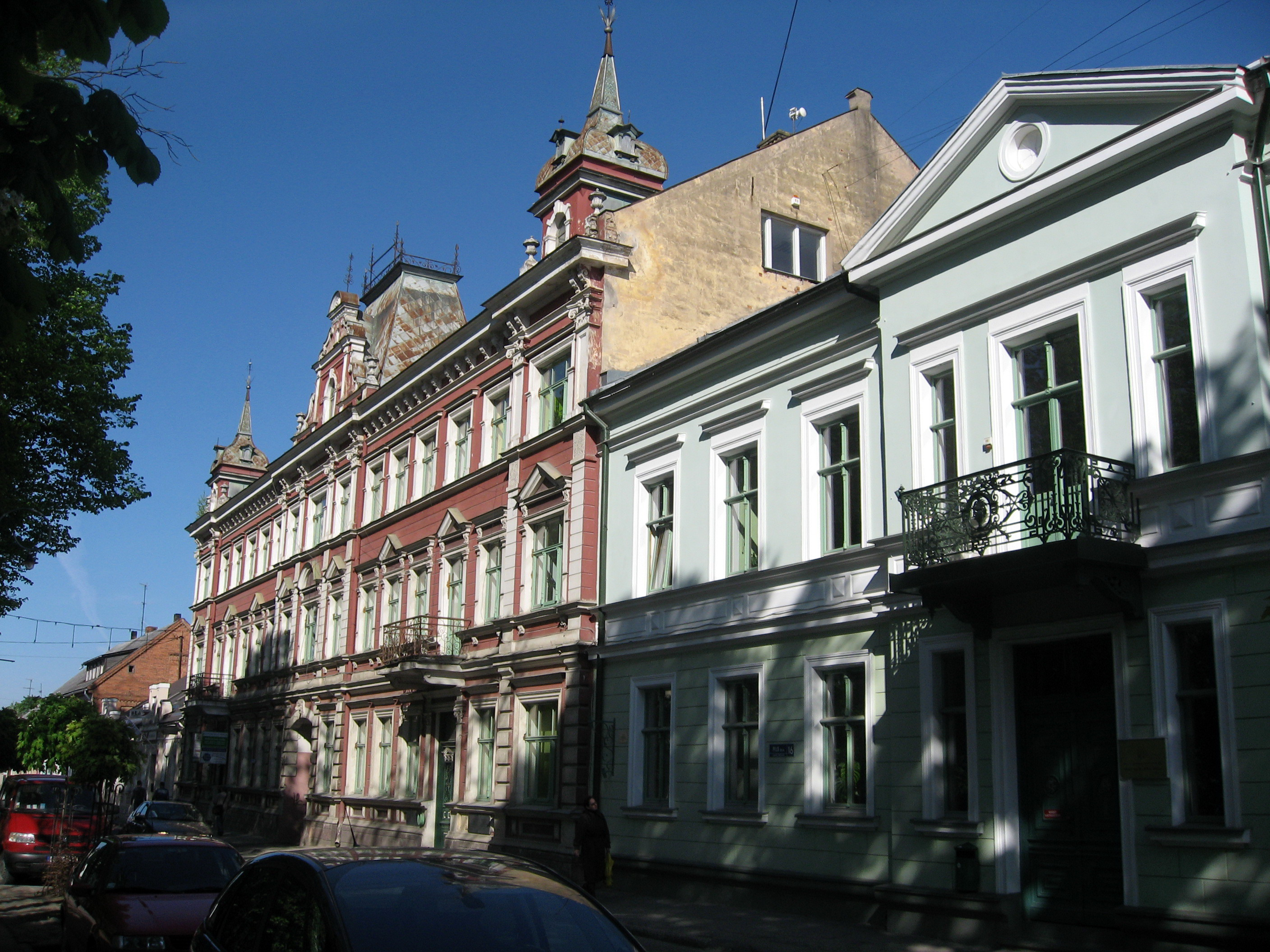
Tukums
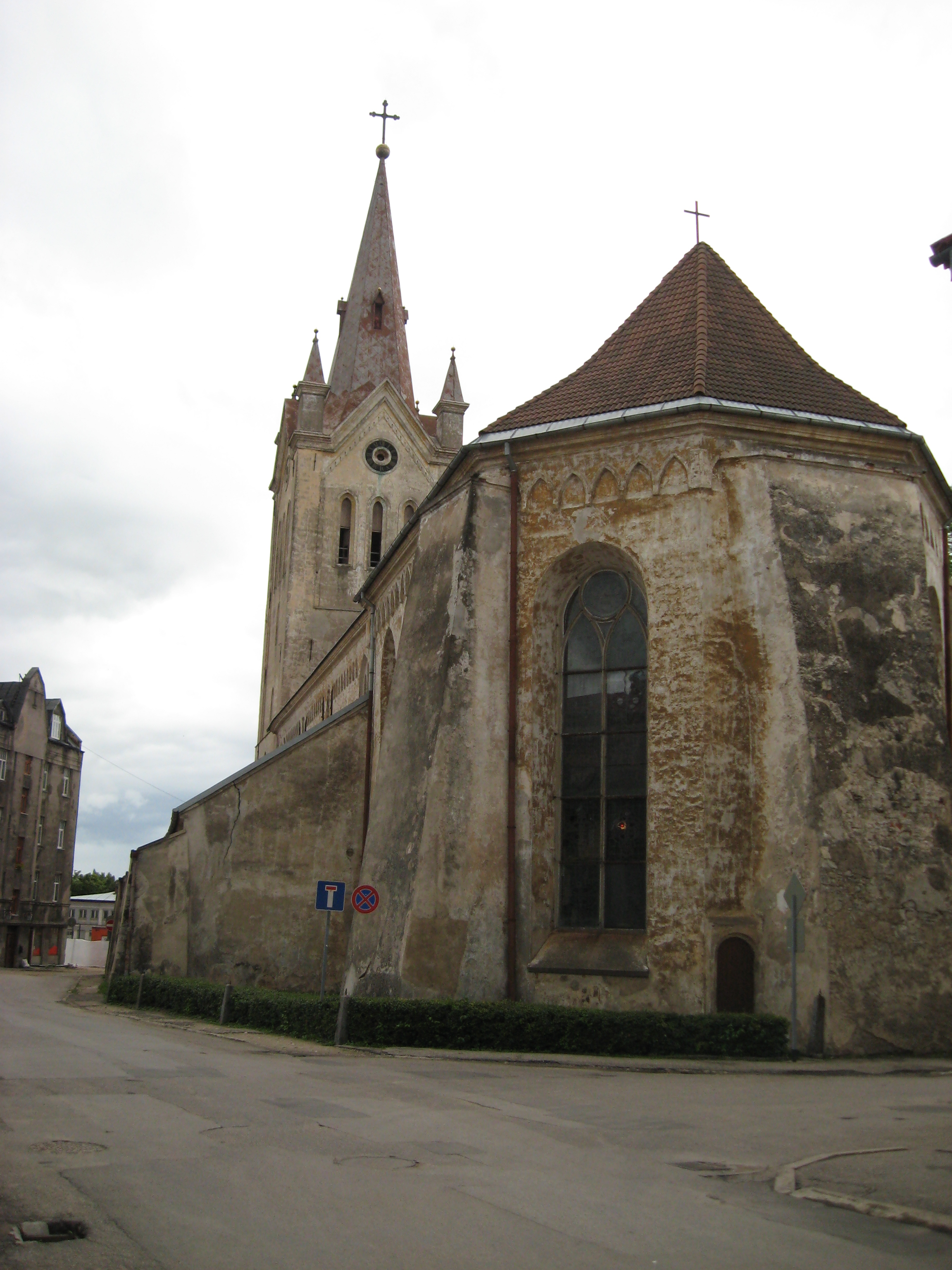
Cēsis
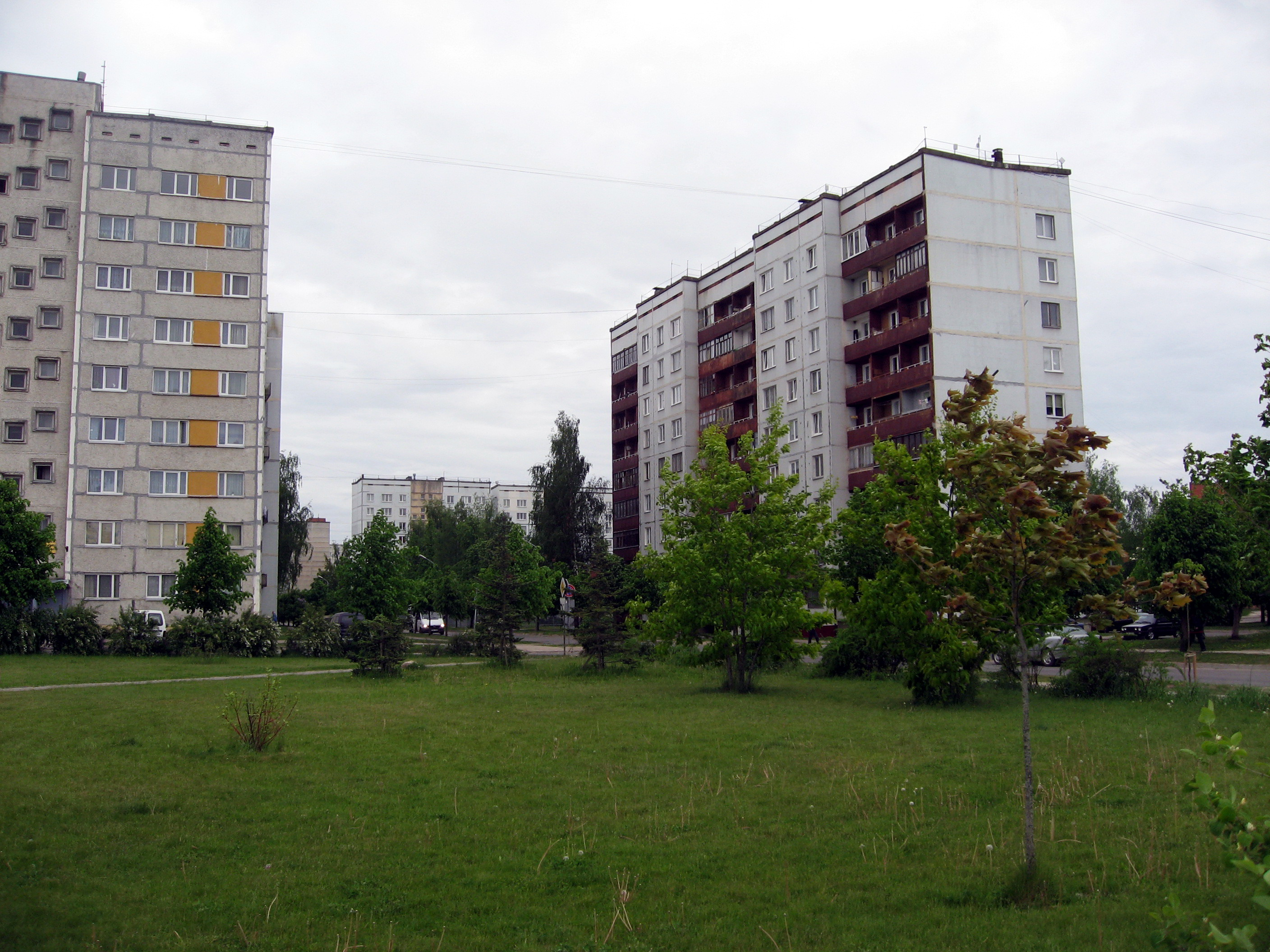
Salaspils

La tabella seguente riporta tutte le città indifferentemente che esse siano Valstspilsētas o Novada pilsētas, indicando, da sinistra verso destra, il nome della città, l'anno di fondazione, l'anno a partire dal quale si è fregiata del titolo di città il numero di abitanti secondo il censimento del 2008, e la regione di appartenenza.
| Città        | Anno di fondazione | Titolo di città | Popolazione (2024) | Regione         |
| ------------ | ------------------ | --------------- | ------------------ | --------------- |
| Daugavpils   | 1275               | 1582            | 77799              | Latgale/Selonia |
| Jelgava      | 1275               | 1573            | 54701              | Zemgale         |
| Jēkabpils    | .                  | 1670            | 21150              | Selonia/Latgale |
| Jūrmala      | 1959               | 1959            | 52154              | Vidzeme         |
| Liepāja      | 1253               | 1625            | 66680              | Kurzeme         |
| Ogre         | .                  | 1928            | 22767              | Vidzeme         |
| Rēzekne      | 1253               | 1773            | 26131              | Latgale         |
| Riga         | 1201               | 1225            | 605273             | Vidzeme         |
| Valmiera     | .                  | 1323            | 22376              | Vidzeme         |
| Ventspils    | 1290               | 1378            | 32634              | Kurzeme         |
| Ādaži        | .                  | 2022            | 7535               | Vidzeme         |
| Ainaži       | 1564               | 1926            | 644                | Vidzeme         |
| Aizkraukle   | 1204               | 1967            | 6853               | Vidzeme/Selonia |
| Aizpute      | 1231               | 1378            | 3892               | Kurzeme         |
| Aknīste      | 1298               | 1991            | 917                | Selonia         |
| Aloja        | 1449               | 1992            | 1060               | Vidzeme         |
| Alūksne      | 1284               | 1920            | 6175               | Vidzeme         |
| Ape          | 1420               | 1928            | 777                | Vidzeme         |
| Auce         | 1889               | 1924            | 2136               | Zemgale         |
| Baldone      | .                  | 1991            | 3711               | Zemgale         |
| Baloži       | 1947               | 1991            | 6846               | Vidzeme         |
| Balvi        | 1765               | 1928            | 5584               | Latgale         |
| Bauska       | .                  | 1609            | 9811               | Zemgale         |
| Brocēni      | 1938               | 1992            | 2834               | Kurzeme         |
| Cēsis        | .                  | 1323            | 14699              | Vidzeme         |
| Cesvaine     | 1209               | 1991            | 1210               | Vidzeme         |
| Dagda        | .                  | 1992            | 1805               | Latgale         |
| Dobele       | 1254               | 1917            | 8589               | Zemgale         |
| Durbe        | .                  | 1893            | 483                | Kurzeme         |
| Grobiņa      | .                  | 1695            | 3593               | Kurzeme         |
| Gulbene      | 1224               | 1928            | 6715               | Vidzeme         |
| Iecava       | 1492               | 2021            | 5343               | Zemgale         |
| Ikšķile      | 1185               | 1992            | 7448               | Vidzeme         |
| Ilūkste      | .                  | 1917            | 2082               | Selonia         |
| Jaunjelgava  | .                  | 1647            | 1713               | Selonia         |
| Kandava      | 1230               | 1917            | 3276               | Kurzeme         |
| Kārsava      | .                  | 1928            | 1843               | Latgale         |
| Koknese      | 1277               | 2021            | 2427               | Vidzeme         |
| Krāslava     | .                  | 1923            | 6854               | Latgale/Selonia |
| Kuldīga      | 1242               | 1378            | 9940               | Kurzeme         |
| Ķegums       | 1936               | 1993            | 2059               | Vidzeme/Zemgale |
| Ķekava       | 1435               | 2022            | 5039               | Vidzeme         |
| Lielvārde    | 1201               | 1992            | 5853               | Vidzeme         |
| Līgatne      | .                  | 1993            | 1009               | Vidzeme         |
| Limbaži      | 1223               | 1385            | 6613               | Vidzeme         |
| Līvāni       | .                  | 1926            | 6790               | Latgale         |
| Lubāna       | .                  | 1992            | 1453               | Vidzeme         |
| Ludza        | 1174               | 1777            | 7524               | Latgale         |
| Madona       | 1461               | 1926            | 6561               | Vidzeme         |
| Mazsalaca    | .                  | 1928            | 1113               | Vidzeme         |
| Mārupe       | .                  | 2022            | 16544              | Vidzeme         |
| Olaine       | .                  | 1967            | 9908               | Vidzeme         |
| Pāvilosta    | 1253               | 1991            | 851                | Kurzeme         |
| Piltene      | .                  | 1557            | 821                | Kurzeme         |
| Pļaviņas     | .                  | 1927            | 2823               | Vidzeme/Latgale |
| Preiļi       | 1250               | 1928            | 5841               | Latgale         |
| Priekule     | 1483               | 1928            | 1810               | Kurzeme         |
| Rūjiena      | .                  | 1920            | 2650               | Vidzeme         |
| Sabile       | 1253               | 1917            | 1369               | Kurzeme         |
| Salacgrīva   | 1391               | 1928            | 2480               | Vidzeme         |
| Salaspils    | .                  | 1993            | 17826              | Vidzeme         |
| Saldus       | 1253               | 1917            | 9553               | Kurzeme         |
| Saulkrasti   | .                  | 1991            | 3149               | Vidzeme         |
| Seda         | 1954               | 1991            | 1092               | Vidzeme         |
| Sigulda      | .                  | 1928            | 14632              | Vidzeme         |
| Skrunda      | 1253               | 1996            | 1767               | Kurzeme         |
| Smiltene     | 1359               | 1920            | 5129               | Vidzeme         |
| Staicele     | .                  | 1992            | 766                | Vidzeme         |
| Stende       | .                  | 1991            | 1532               | Kurzeme         |
| Strenči      | .                  | 1928            | 957                | Vidzeme         |
| Subate       | .                  | 1917            | 549                | Selonia         |
| Talsi        | 1231               | 1917            | 8649               | Kurzeme         |
| Tukums       | 1253               | 1795            | 16318              | Zemgale         |
| Valdemārpils | 1582               | 1917            | 1135               | Kurzeme         |
| Valka        | 1286               | 1584            | 4564               | Vidzeme         |
| Vangaži      | .                  | 1991            | 3192               | Vidzeme         |
| Varakļāni    | 1226               | 1928            | 1653               | Latgale         |
| Viesīte      | 1477               | 1928            | 1510               | Selonia         |
| Viļaka       | .                  | 1945            | 1172               | Latgale         |
| Viļāni       | 1495               | 1928            | 2749               | Latgale         |
| Zilupe       | 1900               | 1931            | 1271               | Latgale         |

- Riga
- Daugavpils
- Liepāja
- Jelgava
- Jūrmala
- Ventspils
- Rēzekne
- Valmiera
- Tukums
- Cēsis
- Salaspils